# Trioxyde d'hydrogène
Le trioxyde d'hydrogène, ou trioxydane, est un composé chimique de formule H2O3. Instable, il est constitué d'une molécule linéaire HOOOH qui, en solution aqueuse, se décompose en eau H2O et en oxygène singulet 1O2 avec une demi-vie d'une vingtaine de millisecondes :
H2O3 → H2O + 1O2.

## Décomposition
Sa décomposition est cependant plus lente en milieu anhydre, de l'ordre de 16 minutes dans des solvants organiques.

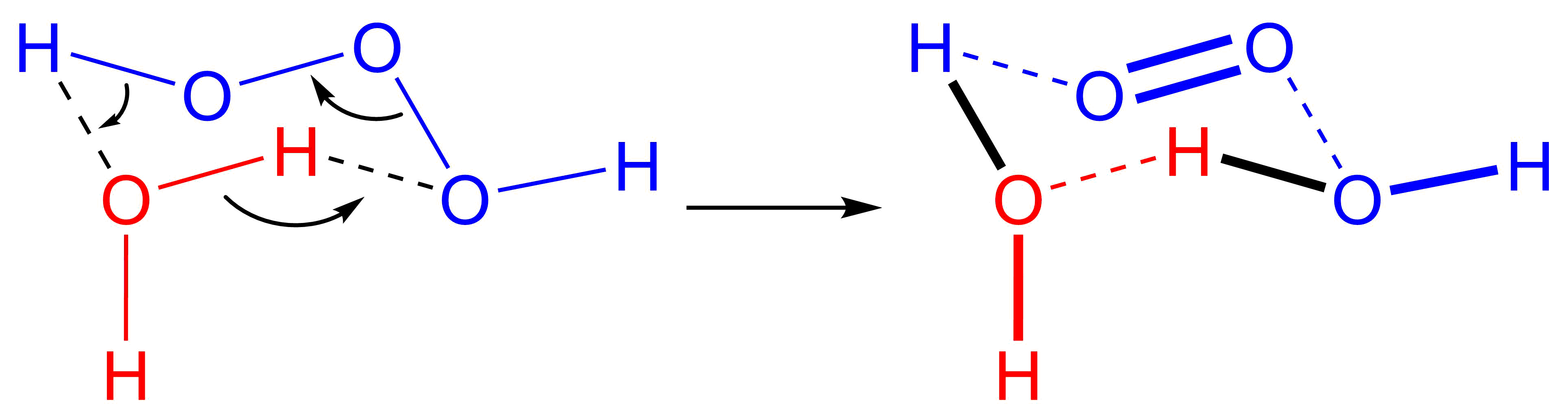
Décomposition du trioxyde d'hydrogène en eau et oxygène singulet en milieu aqueux.

La production de trioxyde d'hydrogène à partir d'eau et d'oxygène singulet ne se produit pas naturellement, essentiellement en raison de l'extrême rareté de l'oxygène singulet. Cependant, on sait que l'ozone O3 dérive de l'oxygène singulet dans les systèmes biologiques, et on pense que du trioxyde d'hydrogène se forme au cours de cette réaction à partir de l'oxygène singulet.
Le trioxyde d'hydrogène est légèrement plus acide que le peroxyde d'hydrogène HOOH, se dissociant en ions HOOO− et H+. La spectroscopie rotationnelle sur jets supersoniques a permis d'établir que sa molécule est linéaire en zigzag avec des liaisons O–O longues de 142,8 pm, plus courtes que celles de la molécule de peroxyde d'hydrogène HOOH (146,4 pm).

## Préparation
Le trioxyde d'hydrogène peut être obtenu en petite quantité en faisant réagir de l'ozone avec du peroxyde d'hydrogène ou en réalisant une électrolyse de l'eau.
Il est aussi produit en faisant réagir de l'ozone avec des agents réducteurs organiques comme dans le processus à anthraquinone (procédé à l'anthraquinone).